# سدریک باردون
سدریک باردون (انگلیسی: Cédric Bardon؛ زادهٔ ۱۰ ژانویهٔ ۱۹۷۶) بازیکن فوتبال سابق اهل فرانسه است که در پست هافبک و مهاجم بازی می‌کرد.
از باشگاه‌هایی که در آن بازی کرده‌است می‌توان به باشگاه فوتبال گنگام، باشگاه فوتبال لفسکی صوفیه، باشگاه فوتبال بنی یهودا تل آویو، باشگاه فوتبال آنورتوسیس فاماگوستا، باشگاه فوتبال المپیک لیون، باشگاه فوتبال رن، و باشگاه فوتبال لو آور اشاره کرد.
وی همچنین در تیم ملی فوتبال زیر ۲۱ سال فرانسه بازی کرده‌است.